# Oxyethira pseudofalcata
Oxyethira pseudofalcata är en nattsländeart som beskrevs av Ivanov 1992. Oxyethira pseudofalcata ingår i släktet Oxyethira och familjen smånattsländor. Inga underarter finns listade i Catalogue of Life.